# Alberto Contador
(Alberto Contador, La Gazzetta dello Sport, 30 maggio 2011)
Alberto Contador Velasco (Madrid, 6 dicembre 1982) è un ex ciclista su strada spagnolo.
Professionista dal 2003 al 2017, Contador, soprannominato El Pistolero, è stato corridore da corse a tappe con caratteristiche di passista-scalatore e cronoman. Considerato tra i migliori ciclisti della sua generazione, si è affermato tra i più titolati nella storia dei grandi Giri essendo uno dei soli sette corridori — con Jacques Anquetil, Eddy Merckx, Felice Gimondi, Bernard Hinault, Vincenzo Nibali e Chris Froome — ad avere vinto le tre maggiori corse a tappe ciclistiche: Tour de France (nel 2007 e 2009), Giro d'Italia (nel 2008 e 2015) e Vuelta a España (nel 2008, 2012 e 2014), oltreché l'unico, assieme a Hinault, ad averle vinte tutte almeno due volte.

## Biografia
Cresce a Pinto, nella comunità autonoma di Madrid, dove la sua famiglia, proveniente da Barcarrota, si trasferì nel 1978; nato da Francisco Contador e Francisca Velasco, Alberto è il terzo di quattro fratelli: Francisco Javier, Alicia e Raúl. Sposato nella sua città natale con Macarena dal 2011 al 2019, la coppia ha avuto un figlio, Luca, nato nell'aprile 2018; con l'attuale compagna Ariana ha invece una figlia, Martina, nata nell'aprile 2023. È un appassionato di caccia ed è affezionato agli animali, in particolare agli uccelli, tanto da averne di diverse specie nella sua residenza.
Dopo aver praticato altri sport, quali il calcio e l'atletica, Contador inizia a dedicarsi al ciclismo all'età di 14 anni, grazie al fratello maggiore Francisco. L'anno successivo inizia a correre nella formazione amatoriale Real Velo Club Portillo, dimostrando subito grandi qualità, soprattutto in salita, quella che diventerà la sua arma vincente. Nel 2000 arrivano i primi successi in diversi eventi del calendario dilettantistico spagnolo.
Dopo aver abbandonato gli studi della scuola di Bachillerato all'età di 16 anni per dedicarsi interamente agli allenamenti, gareggia con l'Iberdrola-Loinaz, una giovane squadra capitanata da Manolo Saiz, direttore sportivo della ONCE-Eroski. Nel 2002 si aggiudica il campionato spagnolo a cronometro Under-23, dimostrando di avere una particolare predisposizione anche per questo tipo di disciplina.

## Carriera

### 2003-2007: i primi anni di professionismo

#### Gli inizi di carriera
Alberto Contador diventa professionista all'inizio del 2003 con il team spagnolo ONCE-Eroski, dopo aver gareggiato da stagista con la medesima formazione negli ultimi mesi del 2002. Ottiene la prima vittoria da pro proprio nel medesimo anno, al Giro di Polonia, aggiudicandosi l'ultima tappa a cronometro della corsa.
Nel 2004 rimane tra le file della squadra di Manolo Saiz, divenuta Liberty Seguros. Quell'anno però, durante una tappa della Vuelta a Asturias, rischia di morire a causa di un aneurisma cerebrale. Rientrato alle corse, nel 2005 vince diverse gare, tra cui la classifica generale della Setmana Catalana, una cronometro al Giro dei Paesi Baschi e una tappa al Giro di Romandia. Si mette in evidenza anche durante il Tour de France, concludendo la manifestazione al 31º posto generale e al terzo della classifica giovani. Nel 2006 si aggiudica un'altra frazione al Giro di Romandia — conclude secondo nella generale — e una al Giro di Svizzera. Intanto, in seguito alle vicende dell'Operación Puerto, la sua squadra, la Liberty Seguros, cambia nome diventando prima Würth e poi Astana.

#### 2007: il trionfo al Tour de France

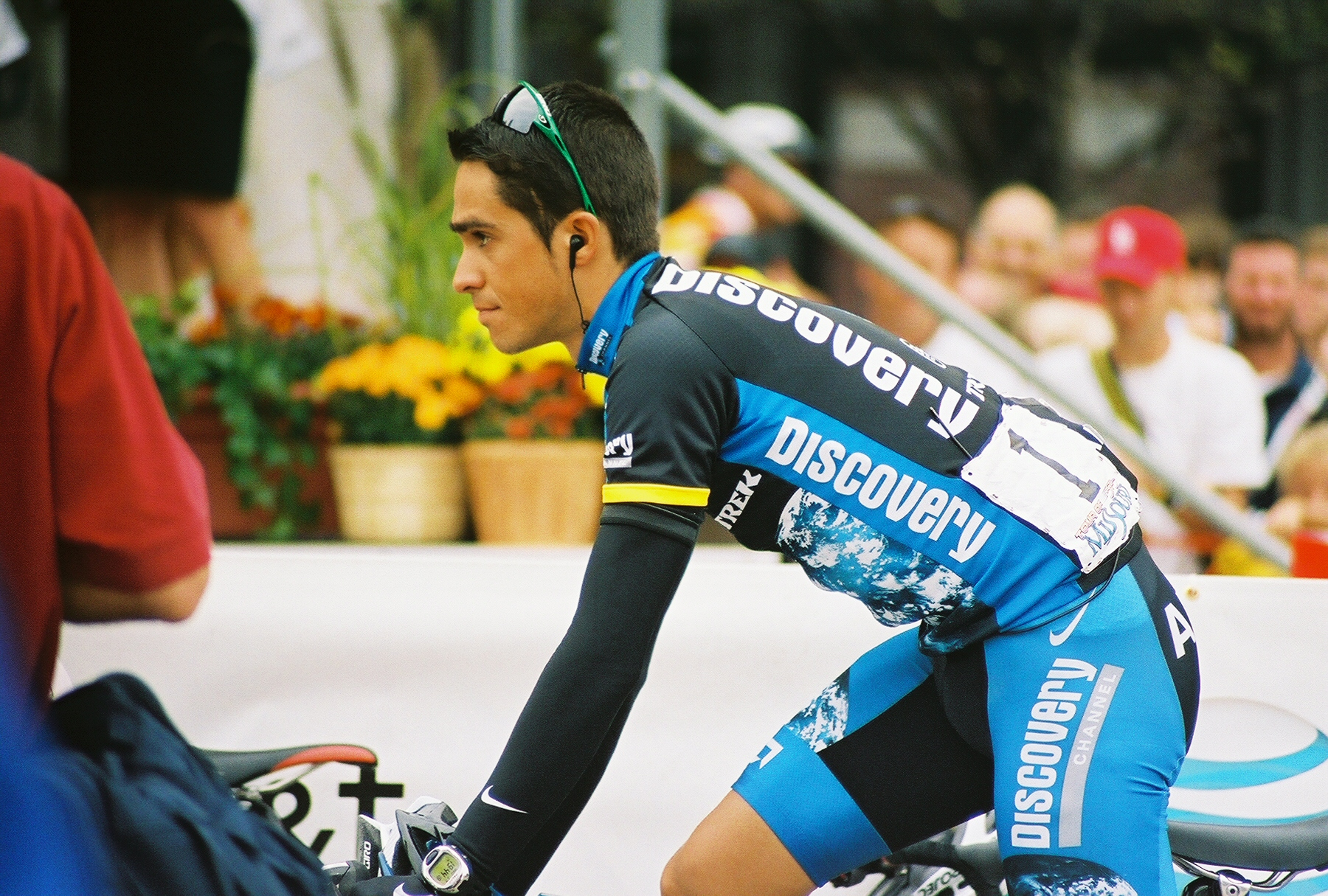
Contador nel 2007 durante un momento del Tour of Missouri

Nel 2007 Contador passa tra le file della Discovery Channel, la squadra di Johan Bruyneel. In avvio di stagione si aggiudica la Parigi-Nizza e la Vuelta a Castilla y León. In luglio vince invece il suo primo Tour de France, facendo sua anche la tappa con arrivo a Plateau de Beille. Autore di un avvincente duello con il danese Michael Rasmussen, a seguito della sospensione di quest'ultimo da parte della sua squadra, la Rabobank, dopo la diciassettesima frazione, conquista la maglia gialla e la porta sino a Parigi, indossando sul podio finale anche la maglia bianca di vincitore della classifica giovani. A fine novembre gli viene assegnato il prestigioso Vélo d'Or.

### 2008-2010: Astana

#### 2008: i successi al Giro e alla Vuelta

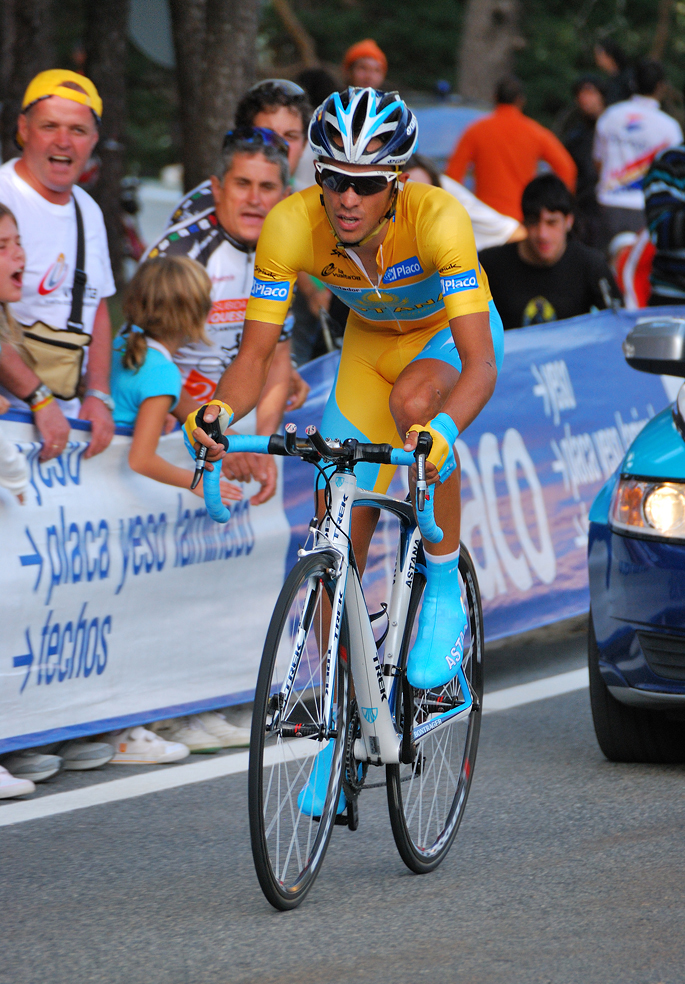
Contador in maglia oro sull'Alto de Navacerrada, nel corso della vittoriosa Vuelta a España 2008

Nella stagione 2008 passa all'Astana, seguendo Bruyneel dopo la chiusura della Discovery Channel. La squadra, in conseguenza del proprio coinvolgimento in numerosi scandali scoppiati l'anno precedente, con corridori quali Matthias Kessler, Aleksandr Vinokurov e Andrej Kašečkin risultati positivi a controlli antidoping, non viene invitata alle corse organizzate dall'ASO, tra cui lo stesso Tour de France; Contador non può quindi difendere il titolo conquistato l'anno precedente, ma continua comunque, nella prima parte di stagione, a mietere successi, con ben sei vittorie tra la fine di marzo e l'inizio di aprile: fra essi le classifiche finali alla Vuelta a Castilla y León e al Giro dei Paesi Baschi.
All'ultimo momento l'Astana decide di farlo partecipare al Giro d'Italia, che inizialmente non era nei programmi della squadra. Il 25 maggio, al termine della 15ª tappa, indossa la sua prima maglia rosa: la porta fino a Milano, dove ad affiancarlo sul podio finale ci sono gli italiani Riccardo Riccò e Marzio Bruseghin; Contador diventa così il secondo spagnolo dopo Miguel Indurain a vincere la Corsa Rosa. Presentatosi alla partenza in condizioni non ottimali, riesce però a difendersi durante la prima settimana di corsa; in seguito cresce fisicamente e nessuno dei suoi avversari riesce più a scalzarlo dalla vetta. Contador vince il Giro pur senza conquistare alcuna tappa, dimostrando una grande regolarità.
Nell'estate dello stesso anno prende parte ai Giochi olimpici di Pechino, dove arriva quarto nella prova a cronometro, a soli 8 secondi dalla medaglia di bronzo. A fine agosto si presenta al via della Vuelta a España: il 13 settembre si aggiudica la tappa dell'Alto de l'Angliru, per poi ripetersi anche il giorno successivo con una nuova vittoria parziale, agguantando così la maglia oro, che porterà fino a Madrid per conquistare la corsa a tappe spagnola. Contador entra così nella storia, riuscendo a vincere tutti e tre i grandi Giri e scrivendo il suo nome accanto a quelli di Eddy Merckx, Felice Gimondi, Jacques Anquetil e Bernard Hinault, gli unici corridori capaci in passato di conquistare la tripla corona (si aggiungeranno Vincenzo Nibali nel 2014 e Chris Froome nel 2018); lo spagnolo, però, riesce nel filotto in soli 14 mesi e in appena 5 anni di professionismo, diventando al contempo il terzo ciclista a vincere nella stessa stagione Giro e Vuelta (doppietta centrata in precedenza solo da Merckx e Giovanni Battaglin). In quest'edizione della Vuelta, oltre alla maglia oro, conquista anche la maglia bianca della classifica combinata. Al termine della stagione riceve, così come l'anno precedente, il Vélo d'Or.

#### 2009: la seconda vittoria al Tour de France

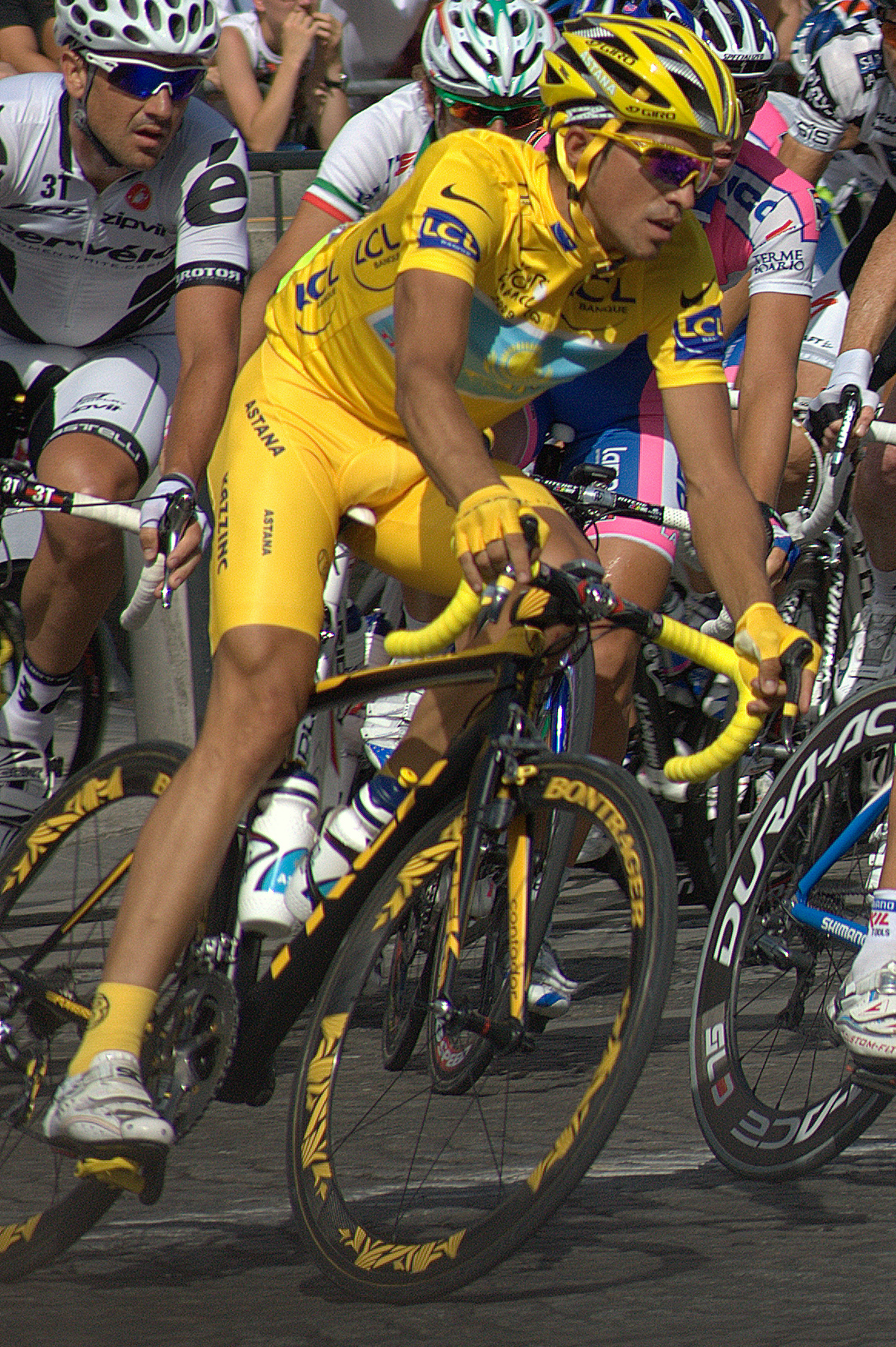
Contador in maglia gialla sugli Champs-Élysées di Parigi al Tour de France 2009

Dopo i trionfi del 2008, apre la stagione 2009 con la vittoria alla Volta ao Algarve in Portogallo e con due successi di tappa alla Parigi-Nizza, che conclude al quarto posto. Si aggiudica poi due frazioni e la classifica finale al Giro dei Paesi Baschi, e il titolo nazionale a cronometro, il primo in carriera tra gli élite (aveva vinto da Under-23 nel 2002).
Alla vigilia del Tour de France è accreditato tra i favoriti, insieme al compagno di squadra e rivale Lance Armstrong, con il quale ben presto si manifesta una mancanza di collaborazione in corsa che sfocia in rivalità. Dopo due settimane senza grandi occasioni, con Contador che comunque sferra un attacco sulla salita finale della tappa di Andorra, la svolta arriva nella quindicesima tappa, quando lo spagnolo conquista la maglia gialla vincendo sull'arrivo in salita di Verbier. Tre giorni dopo domina la cronometro di Annecy, consolidando il primato, e nella penultima tappa, con arrivo previsto al Mont Ventoux, controlla agevolmente i ripetuti attacchi del più diretto avversario in classifica, il lussemburghese Andy Schleck.
Il 26 luglio porta il simbolo del primato a Parigi, ottenendo il quarto successo su cinque partecipazioni ai grandi Giri; il trionfo del Tour lo fa anche salire al primo posto della classifica mondiale stilata dall'Unione Ciclistica Internazionale. Intanto scoppia mediaticamente la rivalità tra lo spagnolo e il sette volte vincitore del Tour: dopo il podio, Contador dichiara di non provare alcuna ammirazione per Armstrong; di contro, su Twitter, il texano definisce il rivale un pistolero (chiaro il riferimento al classico gesto d'esultanza dello spagnolo) che dovrebbe imparare a rispettare gli altri. A fine annata, grazie ai risultati conseguiti, si aggiudica la classifica finale del Calendario mondiale UCI e viene insignito, per la terza volta consecutiva, del Vélo d'Or.

#### 2010: il terzo Tour de France e il caso doping

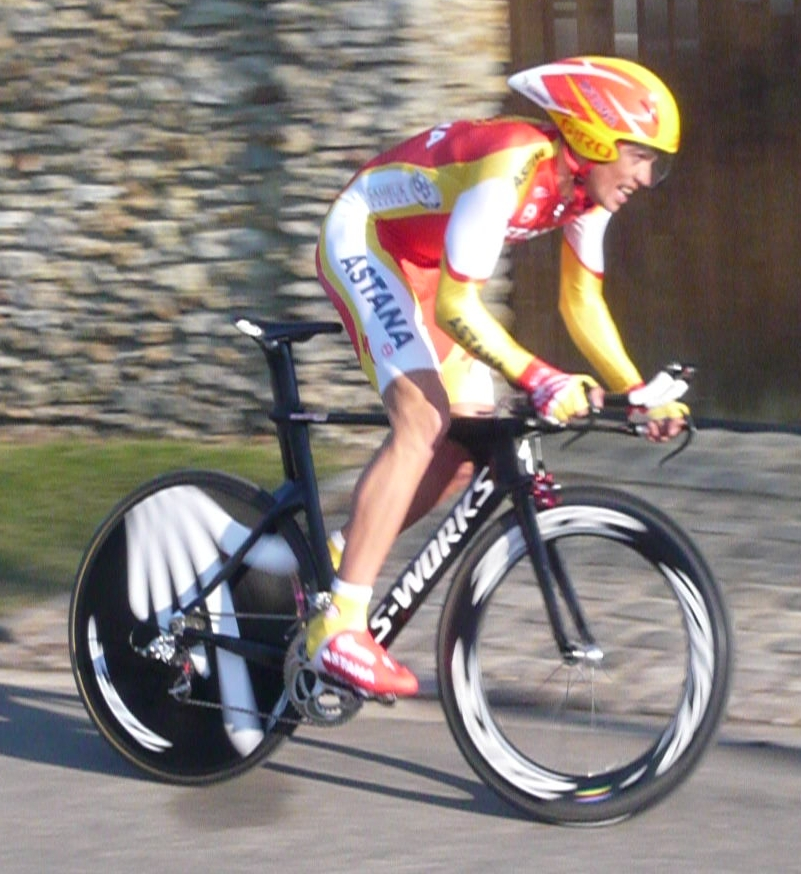
Contador alla Parigi-Nizza 2010, con indosso la maglia di campione spagnolo a cronometro

Contador apre la stagione 2010 con numerosi successi: tra febbraio e aprile si aggiudica infatti una tappa e la classifica finale della Volta ao Algarve, una tappa e la graduatoria finale della Parigi-Nizza, una tappa e la classifica finale alla Vuelta a Castilla y León, e si piazza terzo alla Freccia Vallone, battuto in volata da Cadel Evans e Joaquim Rodríguez. In giugno partecipa quindi al Giro del Delfinato: in quella corsa fa sue due frazioni, la cronometro di apertura e la tappa con arrivo all'Alpe d'Huez; veste la maglia di leader per tre giorni dovendosi però accontentare del secondo posto finale alle spalle di Janez Brajkovič.
Dopo la performance dell'anno precedente, e considerati i risultati ottenuti in primavera, Contador si presenta al Tour de France con i favori del pronostico. Durante la corsa lo spagnolo sembra però un po' meno brillante rispetto all'anno precedente, e nella tappa con arrivo a Morzine-Avoriaz viene per la prima volta staccato in salita, seppur di pochissimo, da Andy Schleck. È proprio il lussemburghese l'avversario più ostico: Contador riesce a strappargli la maglia gialla solo al termine della quindicesima tappa, sfruttando un salto di catena del rivale; ciò nonostante il rapporto tra i due rimane all'insegna del fair play e della stima reciproca. Dopo aver preso la leadership Contador consolida l'esiguo vantaggio, di appena 8 secondi, nell'ultima e decisiva cronometro, non senza difficoltà: arriva a Parigi con 39 secondi di vantaggio su Schleck e poco più di 2 minuti su Denis Men'šov, vincendo il quinto grande Giro consecutivo a soli 27 anni. Il suo terzo Tour de France lo vede trionfare pur senza alcuna vittoria di tappa, come già gli era accaduto al Giro d'Italia 2008.

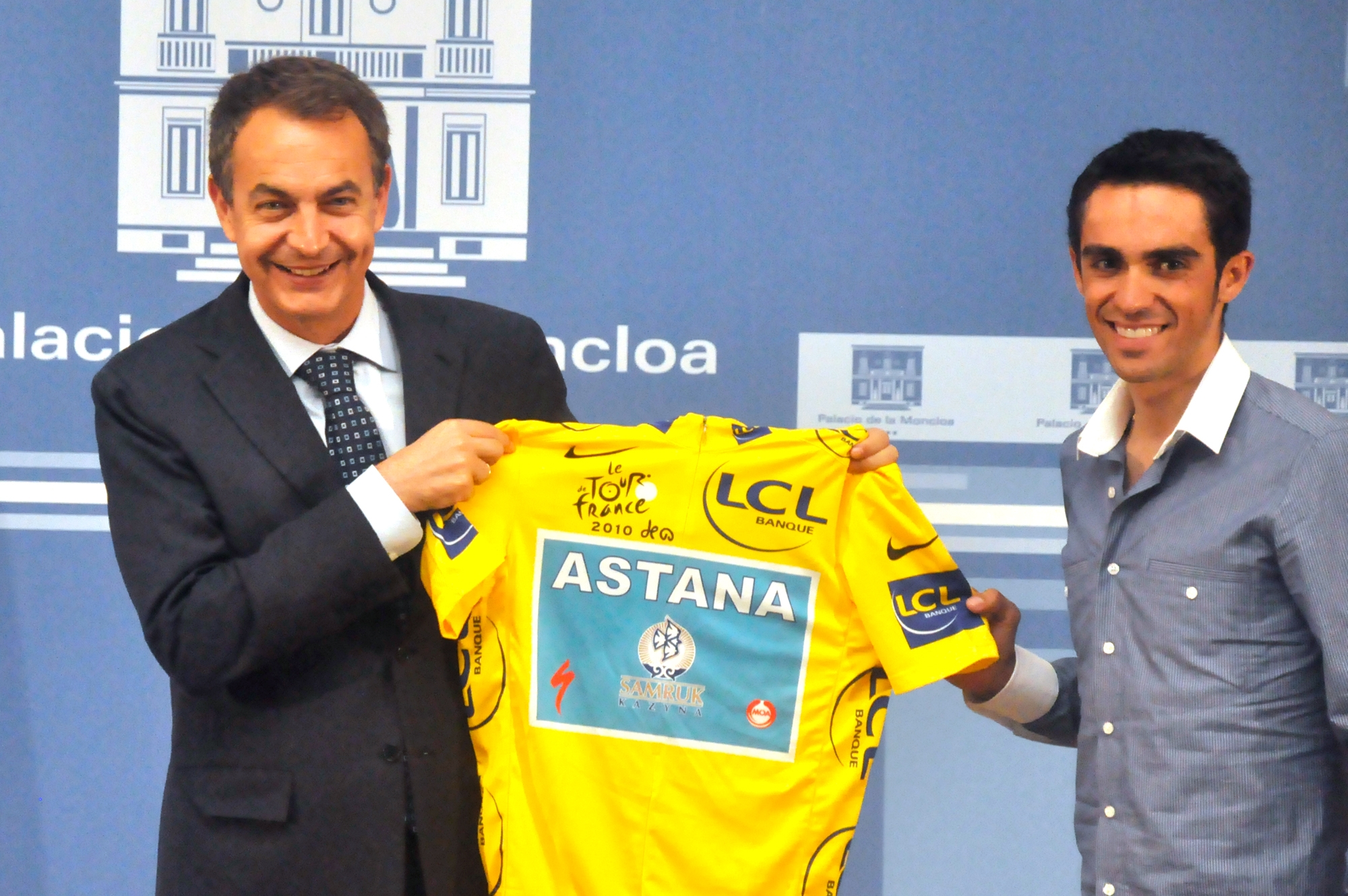
Contador con il presidente del governo spagnolo José Luis Rodríguez Zapatero dopo la vittoria al Tour de France 2010

Dopo la fine del Tour, annuncia l'intenzione di lasciare l'Astana al termine della stagione; qualche giorno più tardi, il manager del Team Saxo Bank Bjarne Riis annuncia di averlo messo sotto contratto a partire dal 2011. Sempre a fine luglio Contador rinuncia alla possibilità di partecipare alla Vuelta a España dopo che, in un primo momento, sembrava propenso a disputarla. Il 30 settembre Contador viene a sorpresa sospeso provvisoriamente dall'Unione Ciclistica Internazionale in seguito ad una positività al clenbuterolo riscontrata in un controllo antidoping del 21 luglio precedente, giorno di riposo del Tour de France. L'entourage del ciclista dichiara trattarsi di un caso di "contaminazione alimentare". È l'inizio del cosiddetto "Caso Contador".

### 2011-2016: Saxo Bank/Tinkoff

#### 2011: la seconda vittoria al Giro

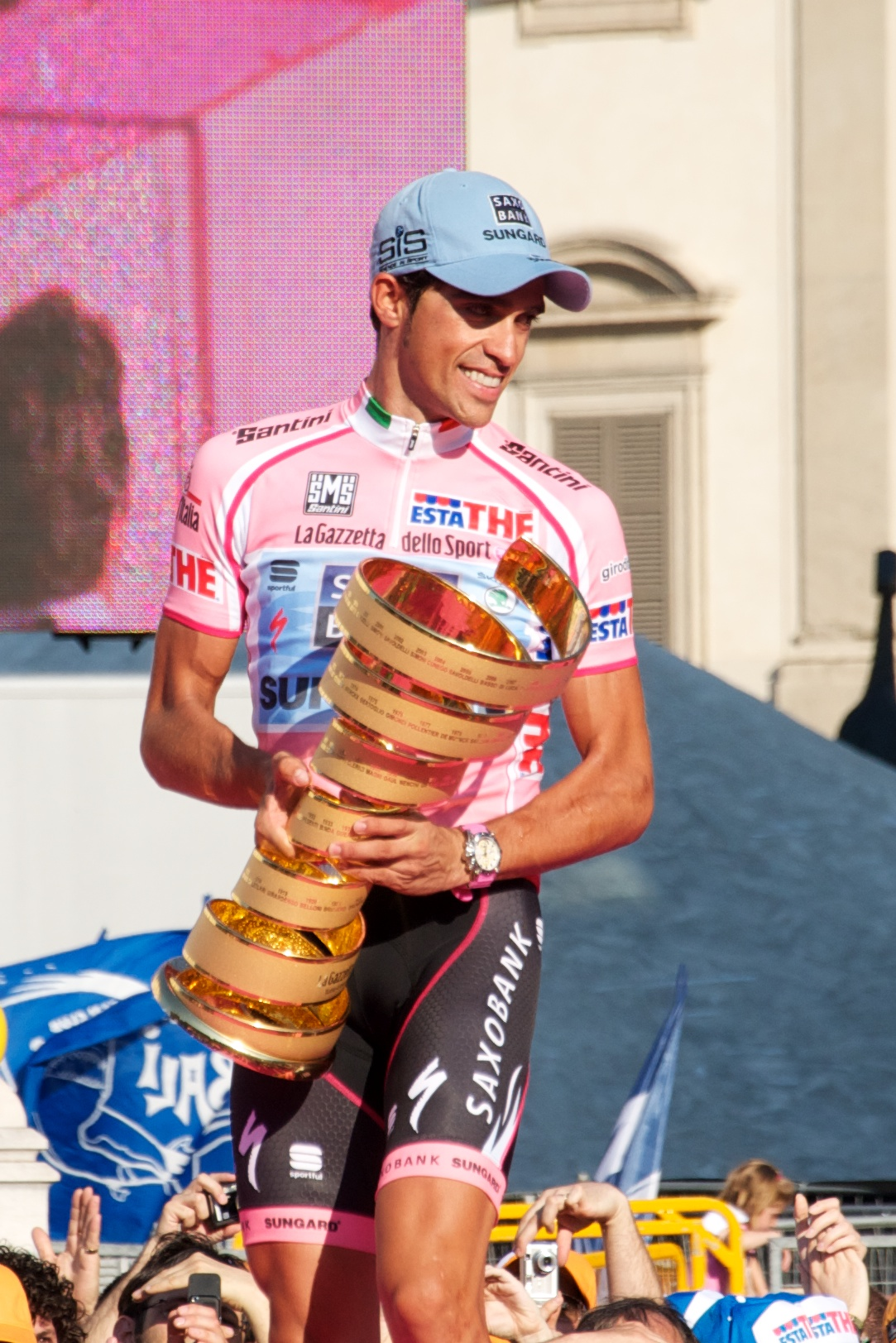
Contador in maglia rosa festeggia la vittoria (poi revocata) al Giro d'Italia 2011

Il 27 gennaio 2011, in seguito alla positività riscontrata nel settembre precedente, Contador viene sospeso per un anno dalla Federciclismo spagnola (RFEC); tuttavia il 16 febbraio una sentenza definitiva della RFEC lo assolve permettendogli il ritorno alla corse. In seguito a questa decisione, UCI e WADA presentano al Tribunale Arbitrale dello Sport un ricorso contro il provvedimento; l'udienza, inizialmente prevista dal 6 all'8 giugno 2011, viene successivamente posticipata e messa in agenda dal 1º al 3 agosto. In attesa delle decisioni del TAS sulla presunta positività, lo spagnolo inizia la stagione gareggiando sub iudice. In marzo vince due tappe e la classifica finale della Vuelta a Murcia e la terza tappa e la classifica finale della Volta Ciclista a Catalunya, mentre ad aprile fa sua la quarta frazione, una cronometro, della Vuelta a Castilla y León.
In maggio si presenta al Giro d'Italia, dove era assente dalla vittoria del 2008. Giunge secondo all'arrivo dell'ottava tappa a Tropea, battuto dal solo Oscar Gatto; il giorno dopo, sull'Etna, stacca gli altri favoriti e vince in solitaria la sua prima tappa al Giro, conquistando al contempo la maglia rosa. Rafforza la leadership al termine della tredicesima tappa, quando giunge in quota sul Großglockner col solo José Rujano, guadagnando oltre 1'30" sugli altri big, e pure quattro giorni dopo, aggiudicandosi la cronoscalata sul Nevegal. Nella diciannovesima tappa, con arrivo a Macugnaga, recupera ancora una volta tutti i fuggitivi per concedere successivamente al suo ex gregario e amico Paolo Tiralongo la gioia della prima vittoria in carriera. Il 29 maggio a Milano arriva terzo nella cronometro finale, e può festeggiare la conquista del suo secondo Giro d'Italia, vinto con oltre 6 minuti di vantaggio sul secondo classificato, Michele Scarponi, e quasi 7 sul terzo, Vincenzo Nibali. Oltre alla classifica generale, Contador fa sue anche la classifica a punti e il Premio della Combattività.

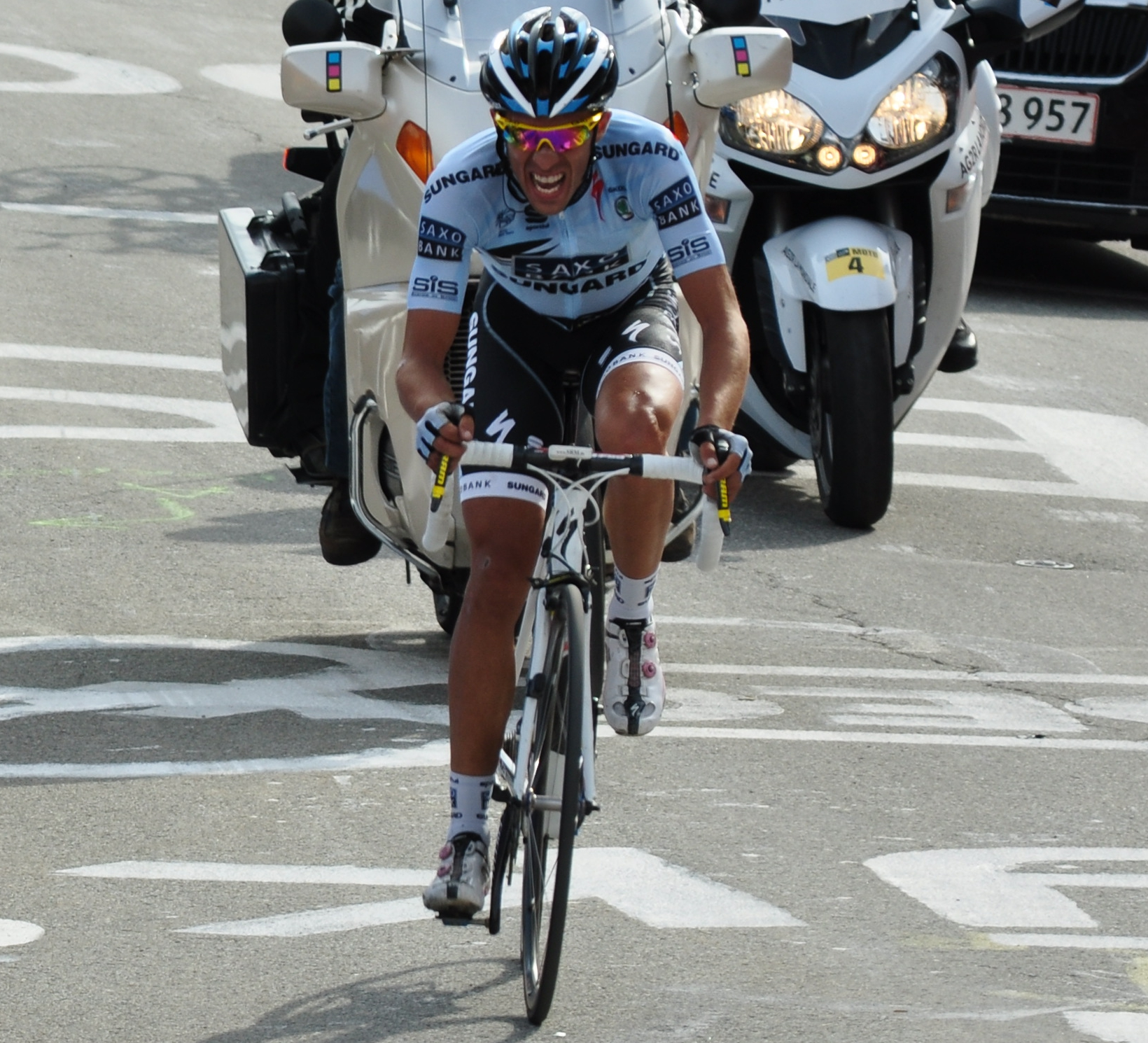
Contador durante la scalata dell'Alpe d'Huez al Tour de France 2011

L'11 giugno conferma la sua intenzione di partecipare anche al Tour de France. La partecipazione alla Grande Boucle non si rivela però fortunata come negli ultimi anni, dato che già nella prima tappa resta coinvolto in una caduta di gruppo che gli fa perdere 1'20" sui diretti avversari. È vittima di un'altra caduta durante la nona tappa, in cui batte il ginocchio destro: pur rimanendo in gara, l'infortunio gli impedisce di correre in perfette condizioni fisiche, e gli preclude la lotta coi migliori per la maglia gialla. Si rende comunque protagonista nella tappa dell'Alpe d'Huez e nella cronometro di Grenoble, concluse entrambe al terzo posto. Termina quest'edizione del Tour al quinto posto in classifica generale, a 3'57" dal vincitore, l'australiano Cadel Evans.

#### 2012: la squalifica retroattiva, il rientro e la vittoria alla Vuelta
Dopo aver aperto la stagione sportiva 2012 al Tour de San Luis in Argentina con i successi negli arrivi in salita della terza e della quinta tappa, il 6 febbraio seguente Contador viene squalificato dal Tribunale Arbitrale dello Sport per due anni. La squalifica ha effetto retroattivo, con inizio nell'agosto 2010 e conseguente scadenza in data 6 agosto 2012. A Contador vengono quindi revocate le vittorie conseguite nel periodo incriminato, tra cui il Tour de France 2010 e il Giro d'Italia 2011.

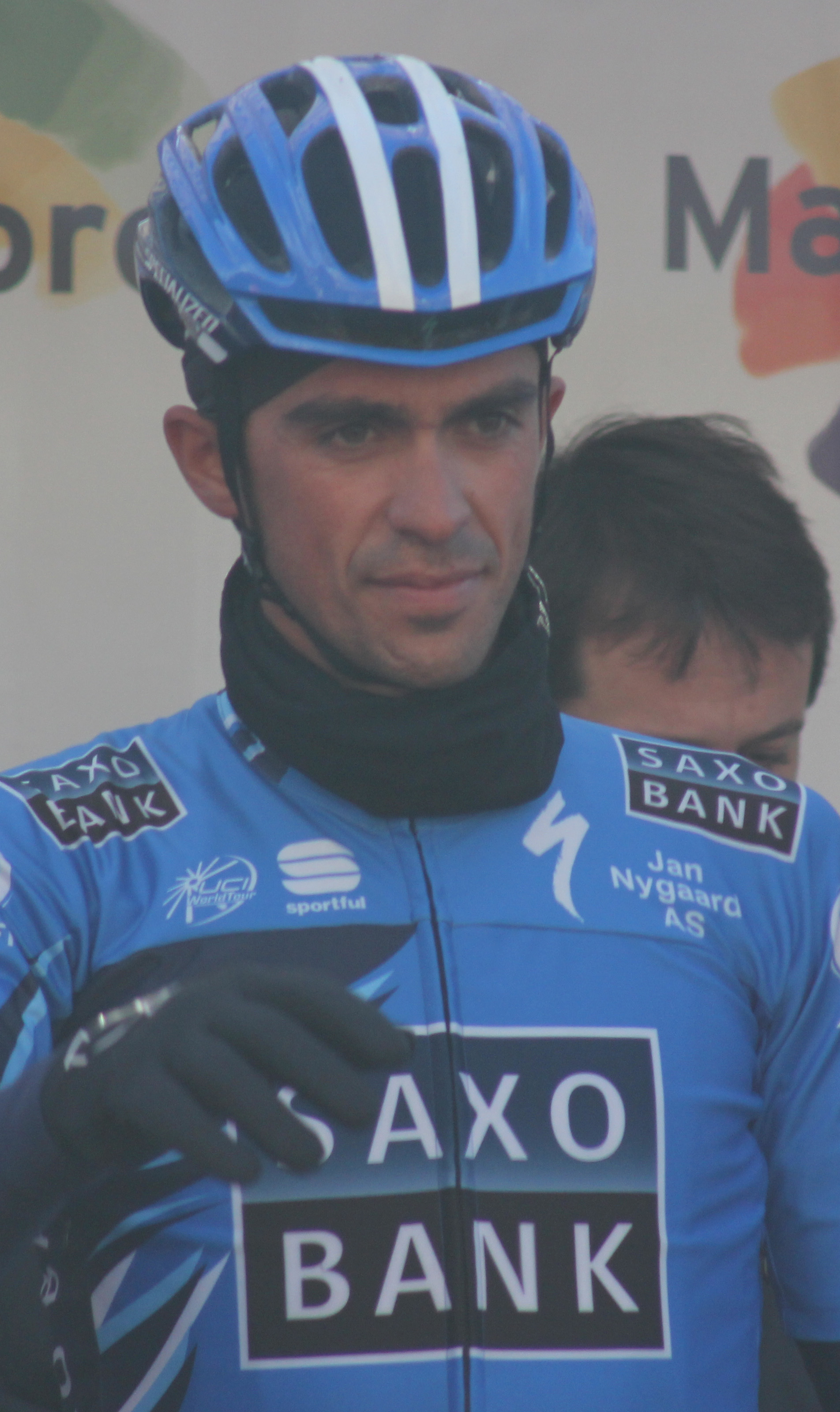
Contador nel 2012 al Challenge de Mallorca

Terminato il periodo di sospensione, Contador si presenta, il 6 agosto, al via dell'Eneco Tour, in cui termina quarto. Il 18 agosto è alla partenza della Vuelta a España con ambizioni di classifica. Fin dalle prime tappe tenta di conquistare la maglia rossa ma senza riuscire a imporsi. Nell'ottava tappa viene raggiunto e superato sul traguardo, proprio al fotofinish, da Alejandro Valverde. Anche nell'undicesima frazione, una cronometro, chiude secondo, non riuscendo a scalfire la leadership di Joaquim Rodríguez. Nella diciassettesima tappa, con una fuga da lontano, ottiene la prima vittoria dopo la squalifica, a Fuente Dé, superando in classifica lo stesso Rodríguez e vestendo la maglia rossa. Nei giorni seguenti gestisce il margine accumulato, riuscendo a difendersi dagli attacchi dei suoi inseguitori nella penultima frazione di Bola del Mundo: vince così per la seconda volta in carriera la corsa a tappe spagnola.
In settembre partecipa alla prova a cronometro dei campionati del mondo di Valkenburg, classificandosi al nono posto, a 2'30" di distanza dal vincitore, il tedesco Tony Martin. Prende poi parte anche alla prova in linea iridata, che vede trionfare il belga Philippe Gilbert; Contador tenta di sorprendere tutti andando in fuga, ma il suo gruppo viene raggiunto a una trentina di chilometri dall'arrivo. Il 26 settembre si aggiudica la prima corsa in linea della sua carriera da professionista, trionfando sul traguardo di Superga nella 93ª edizione della Milano-Torino.

#### 2013: il ritorno al Tour
Come già un anno prima, nel 2013 Contador inizia la stagione sportiva in Argentina, al Tour de San Luis, facendo sua la sesta tappa della corsa. Si piazza poi secondo al Tour of Oman, alle spalle del britannico Chris Froome, e terzo alla Tirreno-Adriatico, preceduto da Vincenzo Nibali e dallo stesso Froome; in aprile si classifica quindi quinto al Giro dei Paesi Baschi e terzo alla Klasika Primavera. Dopo la parentesi del Giro del Delfinato nel quale conclude decimo, ma con un secondo posto nella frazione con arrivo a Valmorel, partecipa nuovamente al Tour de France con ambizioni di vittoria.

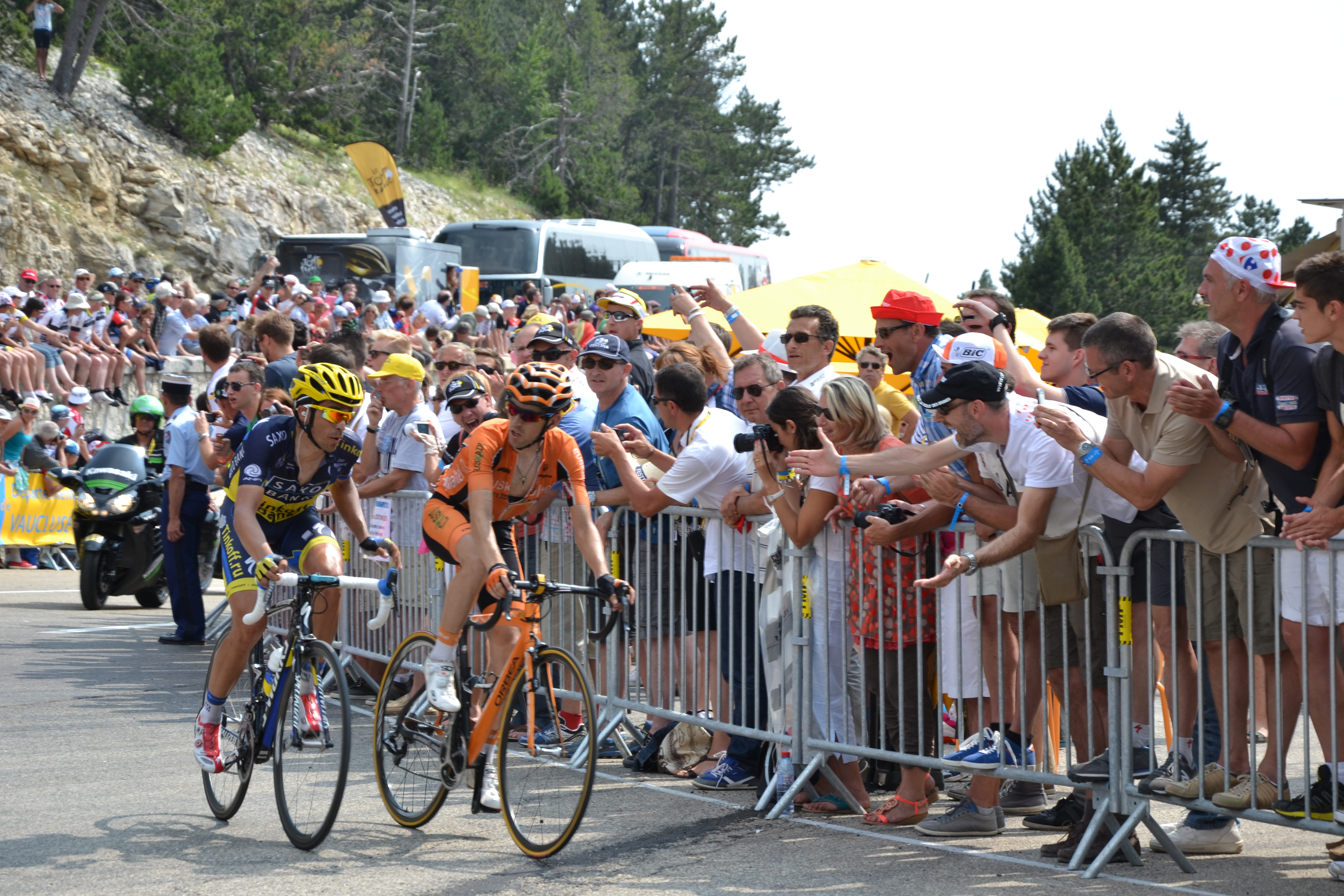
Contador e Mikel Nieve sul Mont Ventoux al Tour de France 2013

Al primo arrivo in salita della Grande Boucle, nell'ottava tappa, Contador rimane già staccato dai migliori, perdendo poi altri minuti nei confronti della maglia gialla Froome nella cronometro di Le Mont-Saint-Michel. Riesce a recuperare 1'09" al capoclassifica nella tredicesima tappa, grazie a un'azione della sua squadra inventata a causa di un cambio di direzione del vento; in seguito perde però altro terreno dai rivali nella frazione con arrivo sul Mont Ventoux. Si riprende nella crono di Chorges, dove termina a pochi secondi dal successo di tappa, battuto ancora una volta da Froome; non riesce, suo malgrado, a restare con i migliori nelle tappe finali dell'Alpe d'Huez, dove perde altri due minuti da Joaquim Rodríguez e Nairo Quintana e uno dal britannico, e nell'ultima frazione in salita con arrivo ad Annecy-Semnoz. Conclude così quarto nella classifica finale della Grande Boucle, distanziato di 6'27" dal vincitore.

#### 2014: il tris alla Vuelta
Nel 2014 Contador gareggia ancora tra le file della formazione di Riis, divenuta Tinkoff-Saxo. Apre la stagione con una vittoria di tappa in febbraio alla Volta ao Algarve, mentre in marzo si aggiudica la Tirreno-Adriatico davanti al colombiano Quintana e al compagno di squadra Roman Kreuziger: durante la corsa italiana fa sue le due frazioni "regine" con gli arrivi in salita di Cittareale/Selvarotonda e di Guardiagrele. Successivamente si aggiudica, nel mese di aprile, il Giro dei Paesi Baschi, vincendo la tappa iniziale e amministrando il vantaggio accumulato nelle restanti frazioni.

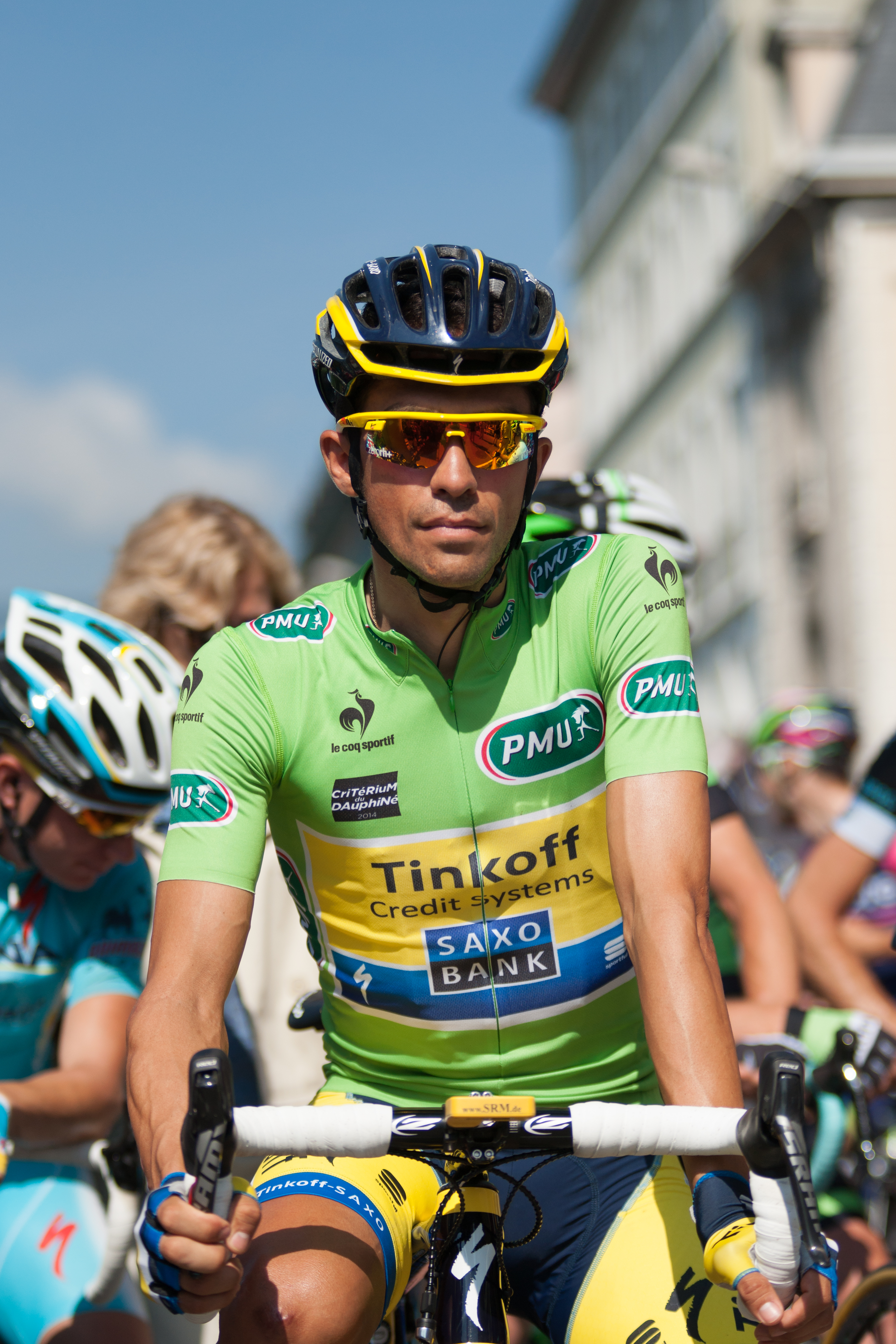
Contador in maglia verde al Giro del Delfinato 2014

A giugno prende parte al Giro del Delfinato vestendo la maglia di leader al termine della settima tappa, dopo un attacco nel finale, sfilandola al rivale e capoclassifica Froome. Tuttavia il giorno dopo è Andrew Talansky ad aggiudicarsi la corsa, vestendo la maglia gialla al termine dell'ottava e ultima frazione grazie a una fuga da lontano; nella stessa tappa Contador si prodigherà in un'azione di rimonta partendo dalla penultima salita, senza riuscire però a raggiungere il gruppo di corridori di cui faceva parte Talansky.
In luglio si presenta da favorito, assieme al britannico-keniota Froome, per la conquista del Tour de France. La sua Grande Boucle parte subito in salita perdendo oltre 2'30" da Vincenzo Nibali sul pavé della quinta tappa, una "mini Roubaix" con arrivo ad Arenberg Porte du Hainaut, frazione peraltro caratterizzata dal ritiro di Froome. Nell'ottava tappa con termine a Gérardmer/La Mauselaine, lo spagnolo è protagonista di un duello con Nibali sull'ultima ascesa, che tuttavia lascia praticamente invariato il suo distacco in classifica generale dall'italiano. Vittima poi di una caduta a 90 km dal traguardo, nella decima frazione con arrivo a La Planche des Belles Filles, Contador è costretto ad abbandonare la corsa francese a causa di una microfrattura alla tibia.
Nelle settimane seguenti riesce a recuperare per prendere il via, a fine agosto, alla Vuelta a España. Partito senza ambizioni di classifica, si rende tuttavia protagonista già nei primi arrivi in salita, conquistando la maglia rossa di leader della generale nella decima frazione, una cronometro con arrivo a Borja. Nei giorni successivi non riesce ad allungare in classifica sui diretti rivali, Valverde, Froome e Rodríguez, venendo più volte sopravanzato sui traguardi di tappa dai due spagnoli. Nella sedicesima frazione, al termine di un impegnativo trittico sui Picos de Europa, si impone nella tappa "regina" con arrivo a La Farrapona/Lagos de Somiedo, incrementando il vantaggio in classifica. Nella ventesima frazione è protagonista di un duello con Froome sull'ultima salita di Puerto de Ancares, distanziando il rivale in prossimità dell'arrivo e aggiudicandosi la sua seconda vittoria di tappa, ipotecando di fatto la vittoria finale che arriva il giorno dopo, quando fa sua la terza Vuelta; assieme alla maglia rossa, lo spagnolo conquista anche la classifica combinata.
Dopo aver concluso la classifica World Tour in seconda posizione alle spalle del connazionale Valverde, riceve, a fine stagione, il suo quarto Vélo d'Or, come miglior ciclista dell'anno.

#### 2015: il bis al Giro

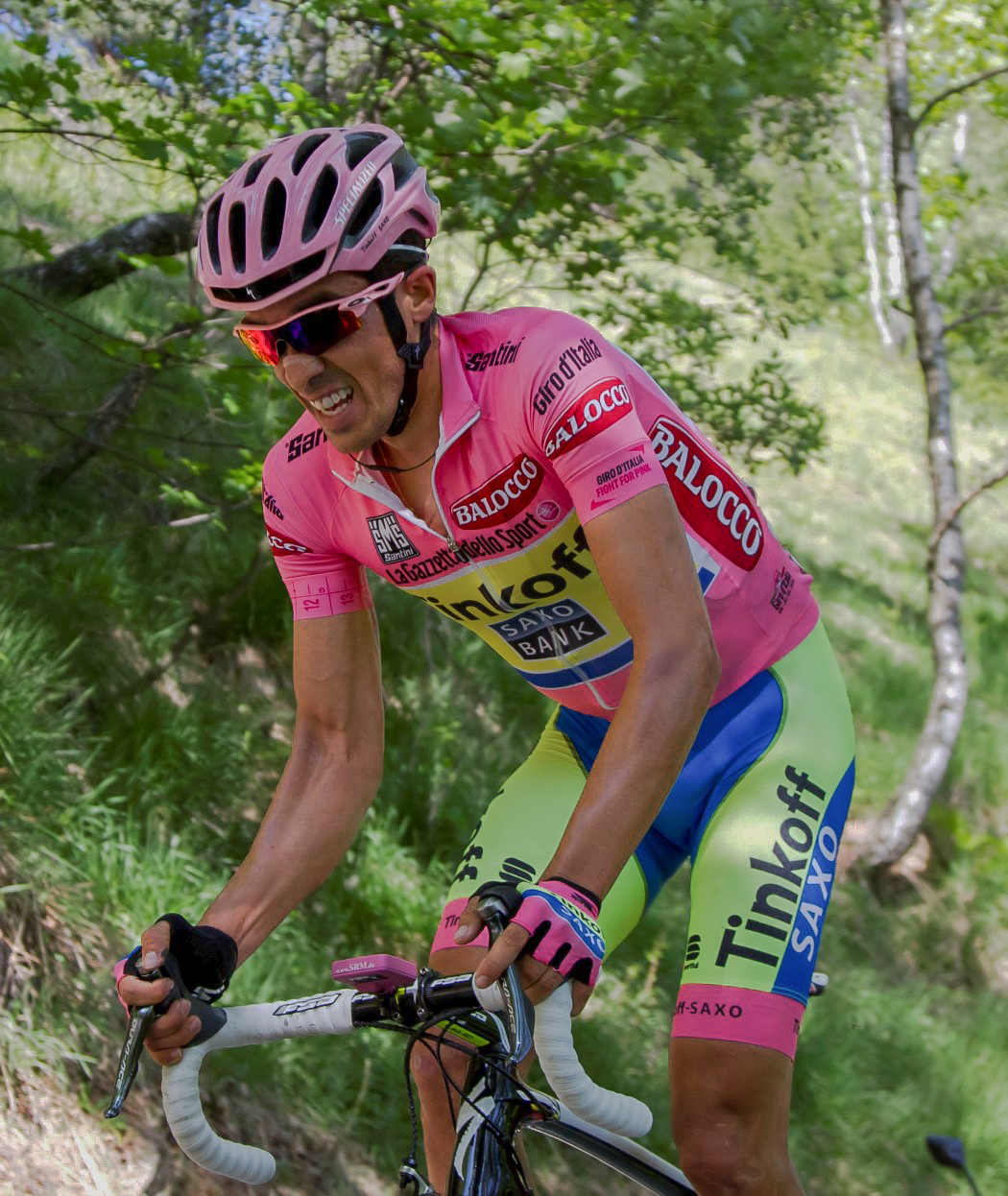
Contador in maglia rosa al Giro d'Italia 2015

Contador inizia la stagione 2015 con l'obiettivo di centrare la "doppietta" Giro-Tour, riuscita solo a sei corridori nella storia e mai più verificatasi dal 1998. Debutta alla Vuelta a Andalucía, dove vince una tappa con arrivo in salita e veste la maglia di leader per tre giorni, perdendola poi in favore del suo rivale Froome, chiudendo la breve corsa a tappe in seconda posizione alle spalle del britannico per soli 2". In marzo si presenta poi alla Tirreno-Adriatico non riuscendo a difendere la vittoria conquistata l'anno precedente, concludendo la corsa italiana al quinto posto della generale, a 39" dal vincitore Quintana. A fine mese è poi protagonista alla Volta Ciclista a Catalunya, che conclude al quarto posto finale, benché distanziato di pochi secondi dal vincitore Richie Porte.
In maggio è alla partenza del Giro d'Italia, dov'è accreditato quale principale favorito alla vittoria finale. Conquista la maglia rosa già nella quinta tappa, con arrivo in quota sull'Abetone. Il giorno dopo, durante una frazione adatta ai velocisti, rimane coinvolto in una caduta a 300 metri dalla linea d'arrivo di Castiglione della Pescaia, riscontrando una sublussazione della spalla sinistra che però non gli preclude la prosecuzione della corsa. Mantiene la leadership fino alla tredicesima tappa quando, rimasto coinvolto in una nuova caduta a poco più di 3 km dal traguardo, deve temporaneamente cedere il simbolo del primato all'italiano Fabio Aru, riappropriandosene il giorno dopo nella lunga cronometro da Treviso a Valdobbiadene, quando distanzia il rivale di 2'47" e sfiora la vittoria di tappa, andata al bielorusso Vasil' Kiryenka. Durante la sedicesima tappa, da Pinzolo all'Aprica, sul Mortirolo — la Montagna Pantani dell'edizione — è protagonista di una notevole azione: rimasto attardato nella discesa dopo il primo passaggio sull'Aprica per una foratura, comincia l'ascesa del Mortirolo con 53" di svantaggio sul gruppo di Aru, Mikel Landa e Steven Kruijswijk, riportandosi dopo 4 km di ascesa solitaria sul trio, che aveva staccato il resto del plotone; giunge al traguardo in terza posizione insieme all'olandese, a 38" dal connazionale e vincitore Landa, aumentando a 4'02" il vantaggio sullo stesso basco, diventato il più prossimo rivale nella generale. Due giorni dopo, nella tappa con arrivo a Verbania, guadagna ulteriori 1'13" sugli altri uomini di classifica, ipotecando la maglia rosa. Tuttavia nella ventesima e penultima frazione, l'ultima di montagna, lo spagnolo affronta la sua unica giornata di crisi al Giro, staccandosi nella salita verso il Colle delle Finestre — la Cima Coppi di quell'anno — e pagando all'arrivo del Sestriere 2'25" dal vincitore di tappa Aru; ciò nonostante Contador conserva un vantaggio nella generale di 2'02" sull'italiano, nuovamente secondo in graduatoria, e di 3'14" su Landa, vincendo il giorno dopo a Milano la sua seconda Corsa Rosa. Grazie a questo nuovo successo, Contador diviene l'unico corridore, assieme a Bernard Hinault, ad aver vinto almeno due volte tutti e tre i grandi Giri.

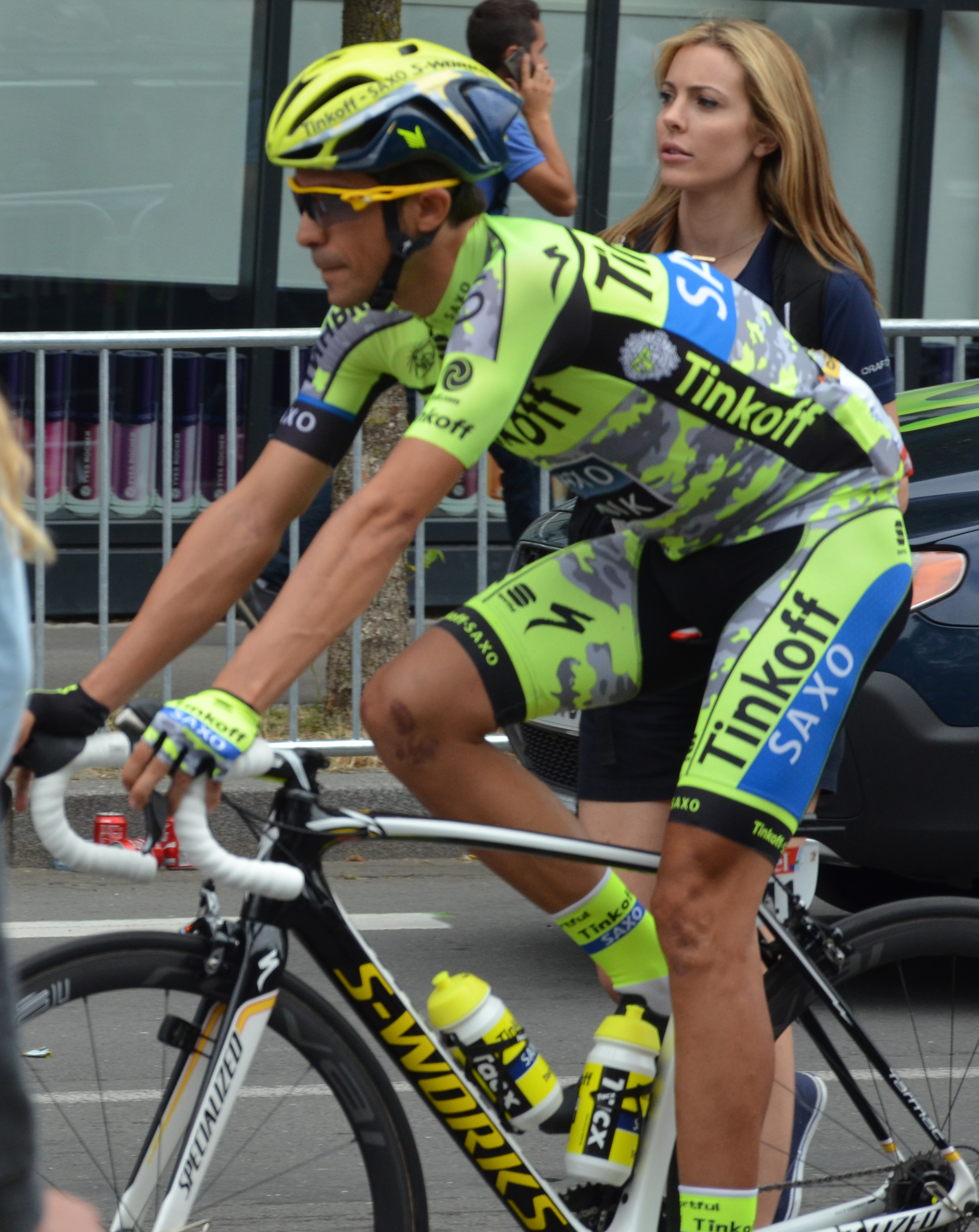
Contador alla partenza di Rennes al Tour de France 2015

Dopo la vittoria alla corsa a tappe italiana, torna alle gare a metà giugno partecipando alla Route du Sud, in preparazione al Tour de France: in questa occasione vince la terza e penultima frazione, davanti al rivale Quintana, grazie a un attacco nell'ultima discesa, balzando al comando della classifica generale della breve corsa francese che conquista il giorno seguente. Si presenta al Tour in veste di favorito alla vittoria finale, assieme a Froome, Quintana e Nibali. Già nella seconda tappa in Zelanda riesce a guadagnare sul colombiano e sull'italiano, staccandoli di 1'24" grazie ai ventagli formatisi dal vento. Nella tappa seguente con traguardo sul Muro di Huy perde però qualche secondo dal trio, in particolare cede 18" a Froome, che andrà ad indossare la maglia gialla, lasciando altro tempo al capoclassifica nella cronosquadre di Plumelec.
Nel primo vero arrivo in salita della decima tappa paga dazio giungendo a La Pierre Saint-Martin a 2'50" dal britannico e a 1'46" da Quintana, dimostrando di non aver recuperato dalle fatiche del Giro d'Italia. Nelle seguenti tappe pirenaiche riesce a rimanere nei gruppi di Froome e Quintana, concludendo la seconda settimana in quinta piazza nella generale. Nell'ultima parte di corsa, sulle Alpi, prova qualche attacco sempre rintuzzato dagli avversari, rimanendo inoltre vittima di una caduta nella diciassettesima frazione al termine della quale lascia ulteriori 2'17" al britannico, compromettendo le ultime velleità di vittoria. Nelle ultime due tappe alpine non tiene il ritmo di Froome e Quintana, venendo scavalcato in classifica anche da Nibali. Termina la Grande Boucle al quinto posto, distanziato di 9'48" dall'alfiere della Sky e a più di quattro minuti dal podio, fallendo l'accoppiata con il Giro.

#### 2016: l'anno peggiore
Per la stagione 2016 Contador focalizza i propri obiettivi nel Tour de France e nei Giochi olimpici di Rio de Janeiro.
Il debutto stagionale avviene alla Volta ao Algarve: dopo un iniziale appannamento durante la prima tappa di montagna, si aggiudica in solitaria l'ultima frazione sull'Alto do Malhão, concludendo terzo nella classifica finale. In seguito è protagonista alla Parigi-Nizza: dopo un terzo posto nell'unico arrivo in quota, cerca a più riprese di scalzare il leader della generale Geraint Thomas nell'ultima frazione di Nizza, sia con un attacco da lontano a 45 km dalla conclusione sia sulle rampe dell'ultima erta del Col d'Èze, dovendosi tuttavia accontentare di un secondo posto sia nella tappa, dietro Tim Wellens, sia nella generale, dove la rimonta si ferma a 4" da Thomas. Successivamente è ancora secondo alla Volta Ciclista a Catalunya, terminando a 7" da Nairo Quintana. In aprile si aggiudica invece il Giro dei Paesi Baschi, riuscendo a scalzare dalla testa della classifica il virtuale leader Sergio Henao grazie alla vittoria dell'ultima tappa a cronometro di Eibar. Tale affermazione è la quarta in carriera nella breve corsa a tappe basca, il che gli permette di raggiungere il primato di José Antonio González.

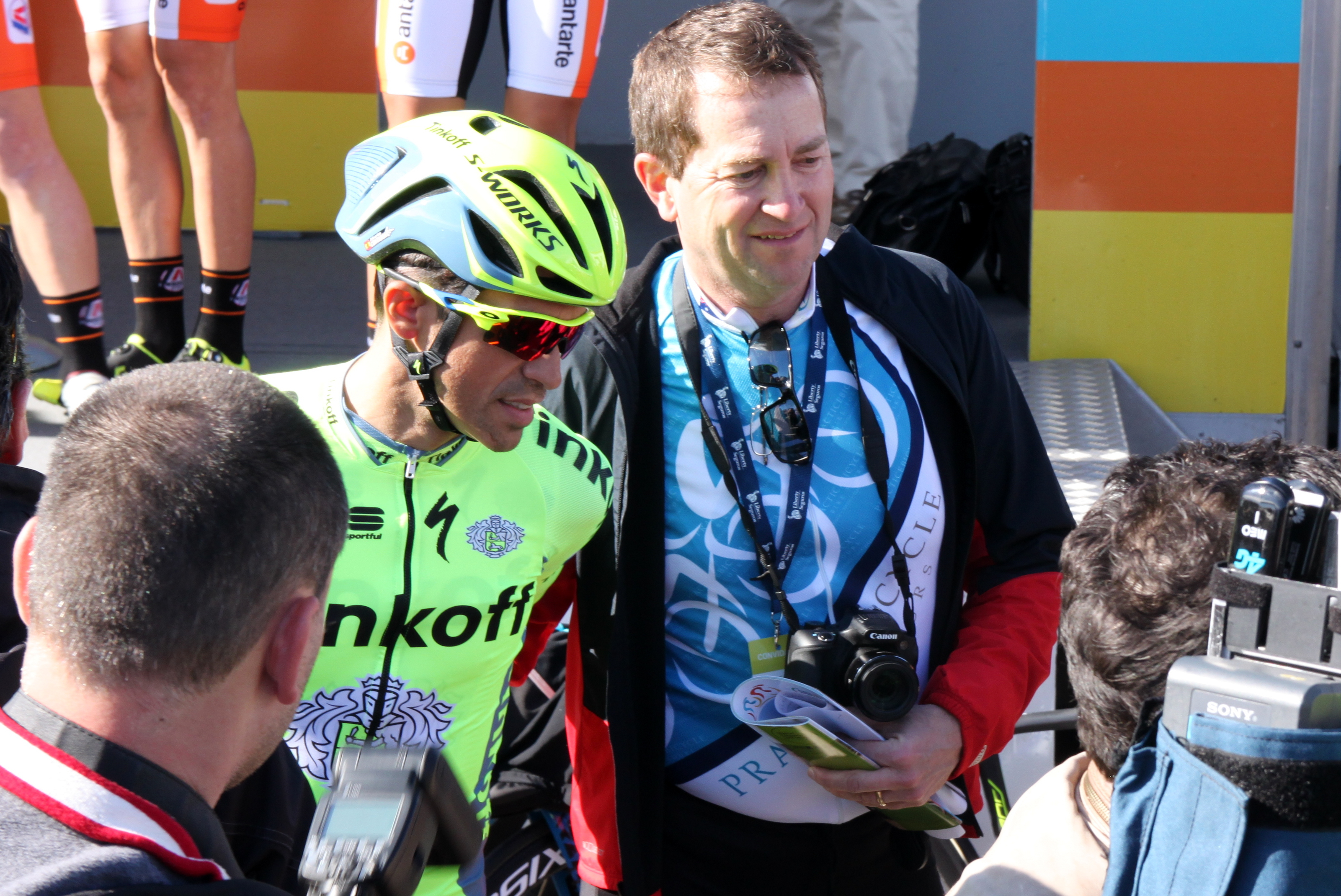
Contador intervistato alla partenza della prima tappa della Volta ao Algarve 2016

Tornato alle competizioni dopo circa due mesi al Giro del Delfinato, dimostra subito un ottimo stato di forma, aggiudicandosi il breve prologo iniziale sulla salita di Les Gets. Dopo aver tenuto la maglia di capoclassifica nelle seguenti quattro giornate, cede il simbolo del primato in favore di Froome, il quale riesce a staccarlo nell'arrivo in salita di Vaujany. Nelle rimanenti due tappe non riesce più a scalfire la leadership del britannico, assestandosi al quinto posto finale a 35". Presentatosi al via del Tour de France come uno dei papabili alla vittoria finale, è subito vittima di una brutta caduta nel corso della prima tappa, la quale gli provoca numerose contusioni sparse sul corpo. Nella frazione seguente è di nuovo a terra, pagando al traguardo 48" dal vincitore, il compagno di squadra Peter Sagan. Nei giorni successivi non riesce a recuperare dai persistenti problemi fisici, perdendo costantemente terreno dai rivali e vedendosi perciò costretto ad abbandonare la Grande Boucle nel corso della nona tappa.
In seguito alla decisione di non prendere parte alla manifestazione olimpica di Rio, partecipa ad inizio agosto alla Vuelta a Burgos in preparazione della prossima Vuelta a España: con un secondo posto conseguito nell'ultima frazione con arrivo in salita, riesce ad aggiudicarsi la breve corsa a tappe spagnola precedendo per un solo secondo Ben Hermans e Sergio Pardilla.
All'appuntamento iberico si presenta in veste di favorito alla vittoria finale assieme a Quintana e Froome. In seguito ad un avvio non eccelso, complici i 52" persi dai due rivali nella cronosquadre iniziale, nell'ultimo chilometro della settima tappa Contador è vittima dell'ennesima caduta della stagione. Nonostante i danni riportati, risale alcune posizioni in classifica in seguito a buone prestazioni nelle tappe successive, dove tuttavia viene costantemente distanziato dai diretti avversari alla vittoria finale. Assestatosi al sesto posto momentaneo al termine della seconda settimana di corsa, il madrileno prova a ribaltare la situazione in proprio favore nel corso della quindicesima frazione: nell'occasione è protagonista di un attacco a più di cento chilometri dall'arrivo assieme, tra gli altri, al leader Quintana. In prossimità del traguardo viene però staccato di 34" dal colombiano, recuperando comunque circa un minuto a Esteban Chaves e due a Froome, risalendo in quarta posizione. Recupera un'ulteriore posizione ai danni di Chaves al termine della cronometro di Calp della diciannovesima tappa, perdendola tuttavia in favore dello stesso capitano dell'Orica il giorno seguente nell'arrivo in quota dell'ultima frazione di montagna. Termina la manifestazione iberica al quarto posto, a 4'21" da Quintana e a soli 13" dal podio.
Il 15 settembre viene ufficialmente reso noto il passaggio di Contador alla Trek-Segafredo a partire dalla stagione successiva. Conclude l'annata a fine ottobre all'Abu Dhabi Tour, terminandolo in quinta posizione.

### 2017: l'ultima stagione con Trek

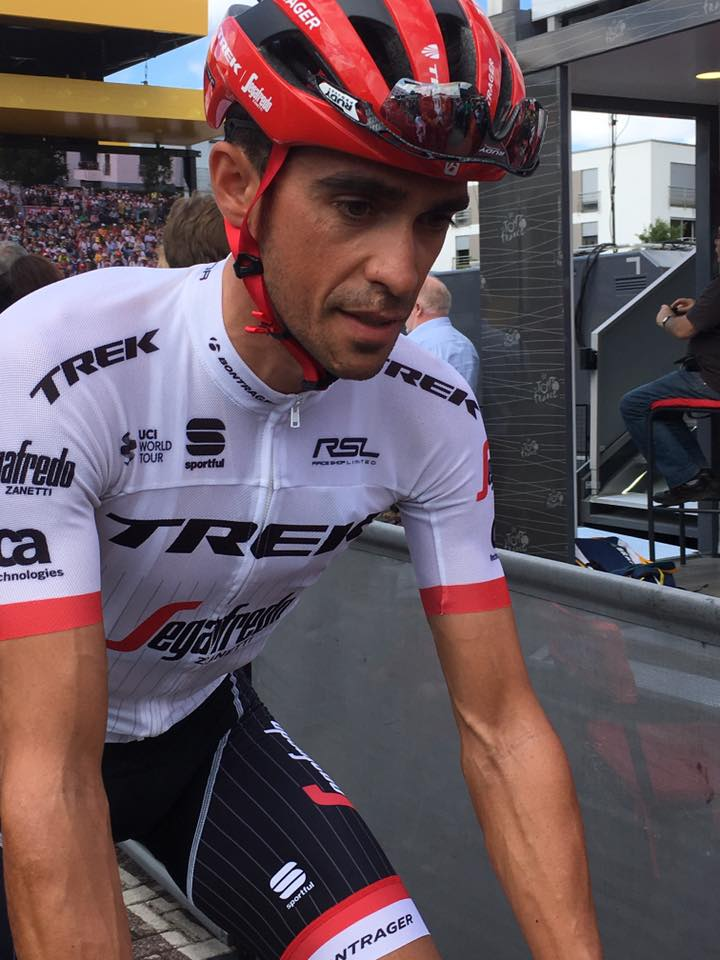
Contador alla partenza della quarta tappa del Tour de France 2017

Sotto le direttive di Luca Guercilena, Contador debutta con la nuova squadra alla Vuelta a Andalucía palesando già un buono stato di forma, con un secondo e un terzo posto di tappa, così come un nuovo secondo nella classifica finale, chiusa solamente a 1" da Valverde. In seguito alla partecipazione all'Abu Dhabi Tour, chiuso però lontano dalle posizioni di vertice, è al via della Parigi-Nizza: dopo aver perso terreno nella giornata inaugurale a causa di vari frazionamenti del gruppo causati dal vento, il madrileno scala posizioni in classifica terminando secondo nella cronometro con finale in salita della quarta tappa, piazzamento che ripete anche nella settima e ottava frazione, distanziando in entrambe le occasioni il leader Henao, non riuscendo, suo malgrado, a completare la rimonta al colombiano per 2", dovendosi accontentare della piazza d'onore in uno scenario analogo all'edizione precedente. Conclude al secondo posto anche la Volta Ciclista a Catalunya, staccato di 1'03" da Valverde, e il Giro dei Paesi Baschi, di nuovo battuto di 17" da Valverde.
Dopo due mesi di assenza dalle competizioni, prende il via del Giro del Delfinato come ultimo appuntamento prima del grande obiettivo stagionale, il Tour de France: lo spagnolo tuttavia, contrariamente al proprio stile cui si aggiunge un precario stato di forma, disputa la corsa a tappe transalpina sulla difensiva e senza particolari spunti, terminando undicesimo e lontano 5'20" dal danese Jakob Fuglsang. Il 1º luglio prende il via del Tour de France, cercando l'ultimo assalto alla maglia gialla: tuttavia, in seguito ad alcuni secondi persi sia nella cronometro d'apertura sulle strade tedesche di Düsseldorf sia nel primo arrivo in salita a La Planche des Belles Filles, lascia più di quattro minuti ai rivali al termine della nona tappa, abbandonando di fatto ogni velleità di successo finale. Momentaneo undicesimo della generale sposta l'attenzione verso il successo di tappa, concludendo al terzo posto quella di Foix: in seguito ad un attacco sulla seconda salita di giornata, viene battuto da Warren Barguil e Quintana in una volata a quattro. Cerca nuovamente la vittoria nella diciassettesima frazione, quando si rende protagonista di un altro bell'attacco da lontano sul Col de la Croix de Fer: ripresa la fuga di giornata, non riesce però a finalizzare l'azione, andando in difficoltà sull'ultima asperità del Col du Galibier e venendo ripreso e staccato anche dagli uomini di classifica. Nonostante una condizione fisica in crescita negli ultimi scampoli di corsa – conclude sesto nella cronometro individuale di Marsiglia della penultima tappa – chiude al nono posto la generale della corsa transalpina, lontano 8'49" dal vincitore Froome.
In agosto, attraverso un video pubblicato sul suo profilo Instagram, Contador annuncia il ritiro dalle competizioni al termine dell'imminente Vuelta a España. Con il dorsale numero uno, il madrileno prende il via della sua ultima corsa, come di consueto, con ambizioni di vittoria: dopo aver perso però parecchio terreno da tutti i principali rivali già nella terza tappa a causa di un virus intestinale, attacca in pressoché ogni tappa di montagna, dimostrando una condizione superiore a quella del Tour e riuscendo a rimanere nelle parti alte della generale. Stacca per la prima volta i rivali sull'arrivo in quota della diciassettesima tappa, preceduto sul traguardo dal solo Stefan Denifl, unico reduce della fuga di giornata; tre giorni più tardi riesce a vincere la penultima frazione, quella con arrivo sulle dure rampe dell'Alto de l'Angliru — dove era già riuscito ad imporsi nell'edizione 2008 —, al termine di una grande azione in solitaria partita all'inizio della salita. In seguito al prestigioso successo di tappa, Contador conclude la competizione al quinto posto, a 3'18" dal vincitore Froome, ponendo fine a una delle carriere più decorate nella storia dello sport a pedali.

### Dopo il ritiro
Nel settembre 2020 ha fondato, insieme a Ivan Basso, il marchio di biciclette Aurum. Sempre con Basso ha fondato e gestisce la squadra italiana Eolo-Kometa, nata nel 2018 come cantera della Trek-Segafredo e poi divenuta dal 2021 una formazione ProTeam.

## Palmarès
- 2002 (ONCE-Würth Under-23)

Campionati spagnoli, Prova a cronometro Under-23
4ª tappa, 1ª semitappa Bidasoa Itzulia (Etxalar > Irun)
4ª tappa, 2ª semitappa Bidasoa Itzulia (Irun > Irun, cronometro)
Santiago-Mendi
5ª tappa Vuelta a Palencia (Velilla del Río Carrión > Santuario de la Virgen del Brezo)
6ª tappa Vuelta a Palencia (Palencia > Palencia, cronometro)
Escalada a Montjuïc Under-23
- 2003 (ONCE-Eroski, una vittoria)

8ª tappa Giro di Polonia (Jelenia Góra > Karpacz, cronometro)
- 2005 (Liberty Seguros-Würth Team, cinque vittorie)

5ª tappa Tour Down Under (Willunga > Willunga)
3ª tappa Setmana Catalana (Castelló d'Empúries > Coll de Pal)
Classifica generale Setmana Catalana
5ª tappa, 2ª semitappa Giro dei Paesi Baschi (Oñati > Oñati, cronometro)
4ª tappa Giro di Romandia (Châtel-Saint-Denis > Les Paccots)
- 2006 (Astana, due vittorie)

3ª tappa Giro di Romandia (Bienne > Leysin)
8ª tappa Giro di Svizzera (Ambrì > Ambrì)
- 2007 (Discovery Channel Pro Cycling Team, otto vittorie)

4ª tappa Volta a la Comunitat Valenciana (Albaida > Alt del Campello)
4ª tappa Parigi-Nizza (Maurs > Mende)
7ª tappa Parigi-Nizza (Nizza > Nizza)
Classifica generale Parigi-Nizza
4ª tappa Vuelta a Castilla y León (Valladolid > Alto de Navacerrada)
Classifica generale Vuelta a Castilla y León
14ª tappa Tour de France (Mazamet > Plateau de Beille)
Classifica generale Tour de France
- 2008 (Astana, dieci vittorie)

1ª tappa Vuelta a Castilla y León (Valsaín > La Granja de San Ildefonso, cronometro)
4ª tappa Vuelta a Castilla y León (Carrión de los Condes > Montaña Palentina)
Classifica generale Vuelta a Castilla y León
1ª tappa Giro dei Paesi Baschi (Legazpi > Legazpi)
6ª tappa Giro dei Paesi Baschi (Orio, cronometro)
Classifica generale Giro dei Paesi Baschi
Classifica generale Giro d'Italia
13ª tappa Vuelta a España (San Vicente de la Barquera > Alto de l'Angliru)
14ª tappa Vuelta a España (Oviedo > Estación de Esquí Fuentes de Invierno)
Classifica generale Vuelta a España
- 2009 (Astana, undici vittorie)

4ª tappa Volta ao Algarve (Castro Marim > Tavira, cronometro)
Classifica generale Volta ao Algarve
1ª tappa Parigi-Nizza (Amilly > Amilly, cronometro)
6ª tappa Parigi-Nizza (Saint-Paul-Trois-Châteaux > La Montagne de Lure)
3ª tappa Giro dei Paesi Baschi (Villatuerta > Eibar/Arrate)
6ª tappa Giro dei Paesi Baschi (Zalla > Zalla, cronometro)
Classifica generale Giro dei Paesi Baschi
Campionati spagnoli, Prova a cronometro
15ª tappa Tour de France (Pontarlier > Verbier)
18ª tappa Tour de France (Annecy > Annecy, cronometro)
Classifica generale Tour de France
- 2010 (Astana, otto vittorie)

3ª tappa Volta ao Algarve (Castro Marim > Alto do Malhão)
Classifica generale Volta ao Algarve
4ª tappa Parigi-Nizza (Maurs > Mende)
Classifica generale Parigi-Nizza
4ª tappa Vuelta a Castilla y León (Ponferrada > Ponferrada, cronometro)
Classifica generale Vuelta a Castilla y León
Prologo Giro del Delfinato (Évian-les-Bains > Évian-les-Bains, cronometro)
6ª tappa Giro del Delfinato (Crolles > Alpe d'Huez)
Classifica generale Tour de France
- 2011 (Saxo Bank Sungard)

2ª tappa Vuelta a Murcia (Estrella de Levante > Sierra Espuña)
3ª tappa Vuelta a Murcia (Murcia > Murcia, cronometro)
Classifica generale Vuelta a Murcia
3ª tappa Volta Ciclista a Catalunya (La Vall d'en Bas > Andorra/Vallnord)
Classifica generale Volta Ciclista a Catalunya
4ª tappa Vuelta a Castilla y León (Zamora > Zamora, cronometro)
9ª tappa Giro d'Italia (Messina > Etna)
16ª tappa Giro d'Italia (Belluno > Nevegal, cronometro)
Classifica generale Giro d'Italia
- 2012 (Team Saxo Bank-Tinkoff Bank, tre vittorie)

3ª tappa Tour de San Luis (Estancia Grande > Mirador del Potrero)
5ª tappa Tour de San Luis (La Toma > Mirador del Sol)
17ª tappa Vuelta a España (Santander > Fuente Dé)
Classifica generale Vuelta a España
Milano-Torino
- 2013 (Team Saxo-Tinkoff, una vittoria)

6ª tappa Tour de San Luis (Quines > Mirador del Sol)
- 2014 (Tinkoff-Saxo, nove vittorie)

4ª tappa Volta ao Algarve (Almodôvar > Alto do Malhão)
4ª tappa Tirreno-Adriatico (Indicatore > Cittareale/Selvarotonda)
5ª tappa Tirreno-Adriatico (Amatrice > Guardiagrele)
Classifica generale Tirreno-Adriatico
1ª tappa Giro dei Paesi Baschi (Ordizia > Ordizia)
Classifica generale Giro dei Paesi Baschi
16ª tappa Vuelta a España (San Martín del Rey Aurelio > La Farrapona/Lagos de Somiedo)
20ª tappa Vuelta a España (Santo Estevo de Ribas de Sil > Puerto de Ancares)
Classifica generale Vuelta a España
- 2015 (Tinkoff-Saxo, quattro vittorie)

3ª tappa Vuelta a Andalucía (Motril > Alto de Hazallanas)
Classifica generale Giro d'Italia
3ª tappa Route du Sud (Izaourt > Bagnères-de-Luchon)
Classifica generale Route du Sud
- 2016 (Tinkoff, cinque vittorie)

5ª tappa Volta ao Algarve (Almodôvar > Alto do Malhão)
6ª tappa Giro dei Paesi Baschi (Eibar > Eibar, cronometro)
Classifica generale Giro dei Paesi Baschi
Prologo Giro del Delfinato (Les Gets > Les Gets, cronometro)
Classifica generale Vuelta a Burgos
- 2017 (Trek-Segafredo, una vittoria)

20ª tappa Vuelta a España (Corvera de Asturias > Alto de l'Angliru)

### Altri successi
- 2004 (Liberty Seguros)

Classifica scalatori Vuelta a Aragón
- 2005 (Liberty Seguros-Würth Team)

Classifica combinata Setmana Catalana
- 2007 (Discovery Channel Pro Cycling Team)

Classifica giovani Parigi-Nizza
Classifica combinata Vuelta a Castilla y León
Classifica giovani Tour de France
Draai van de Kaai
Profronde van Surhuisterveen
Criterium Vall de Uxó
Critérium de la ACP
Amstel Curaçao Race
Memorial Manuel Sanroma
- 2008 (Astana)

Classifica combinata Vuelta a Castilla y León
Classifica combinata Vuelta a España
- 2009 (Astana)

4ª tappa Tour de France (Montpellier > Montpellier, cronosquadre)
Profronde van Stiphout
RaboRonde Heerlen
Profronde van Surhuisterveen
Criterium van Bavikhove
Clásica Cancún
Amstel Curaçao Race
Classifica generale Calendario mondiale UCI
- 2010 (Astana)

Classifica combinata Vuelta a Castilla y León
Classifica a punti Giro del Delfinato
Criterium van Lommel
Critérium de Castillon-la-Bataille
Criterium Almaty
- 2011 (Saxo Bank Sungard)

Classifica a punti Vuelta a Murcia
Classifica a punti Giro d'Italia
Premio della Combattività Giro d'Italia
Premio Azzurri d'Italia Giro d'Italia
Critérium de Lacq-Audéjos
Gouden Pijl
- 2012 (Team Saxo Bank-Tinkoff Bank)

Premio della Combattività Vuelta a España
- 2013 (Team Saxo-Tinkoff)

Criterium Dubai
Classifica a punti Tirreno-Adriatico
Critérium de Castillon-la-Bataille
- 2014 (Tinkoff-Saxo)

Classifica combinata Vuelta a España
- 2016 (Tinkoff)

Premio della Combattività Vuelta a España
- 2017 (Trek-Segafredo)

Premio della Combattività Vuelta a España

## Piazzamenti

### Grandi Giri
- Giro d'Italia

2008: vincitore
2011: vincitore revocato
2015: vincitore
- Tour de France

2005: 31º
2007: vincitore
2009: vincitore
2010: vincitore revocato
2011: 5º revocato
2013: 4º
2014: ritirato (10ª tappa)
2015: 5º
2016: ritirato (9ª tappa)
2017: 9º
- Vuelta a España

2008: vincitore
2012: vincitore
2014: vincitore
2016: 4º
2017: 5º

### Classiche monumento
- Liegi-Bastogne-Liegi

2006: 81º
2007: 27º
2010: 9º
2013: 57º
- Giro di Lombardia

2012: 9º
2013: ritirato
2014: 34º

### Competizioni mondiali
- Campionati del mondo

Zolder 2002 - Cronometro Under-23: 16º
Varese 2008 - In linea Elite: ritirato
Limburgo 2012 - Cronometro Elite: 9º
Limburgo 2012 - In linea Elite: 38º
Toscana 2013 - In linea Elite: ritirato
- Giochi olimpici

Pechino 2008 - In linea: ritirato
Pechino 2008 - Cronometro: 4º
- UCI ProTour/Calendario mondiale UCI/UCI World Tour

UCI ProTour 2005: 33º
UCI ProTour 2006: 32º
UCI ProTour 2007: 3º
UCI ProTour 2008: 8º
Calendario mondiale UCI 2009: vincitore
Calendario mondiale UCI 2010: 2º 13º
UCI World Tour 2011: 3º revocato
UCI World Tour 2012: 12º
UCI World Tour 2013: 15º
UCI World Tour 2014: 2º
UCI World Tour 2015: 7º
UCI World Tour 2016: 5º
UCI World Tour 2017: 10º

## Riconoscimenti
- Vélo d'Or della rivista Vélo Magazine nel 2007,[24] 2008,[39] 2009[53] e 2014[144]
- Premio Siete Estrellas del Deporte della Comunidad de Madrid nel 2007[243]
- Premio Nacional del Deporte nel 2007[244]
- Premio AS del deporte del quotidiano Diario AS nel 2008[245] e 2012[246]
- Premio Fausto Coppi della Gazzetta dello Sport nel 2008[247]
- Premio AEPD dell'Asociación Española de la Prensa Deportiva nel 2008[248]
- Premio Fundación Cristóbal Gabarrón de Deportes nel 2010[249]
- Premio Quadrifoglio d'Oro nel 2012[250]
- Premio Legend dei Gazzetta Sports Awards nel 2017[251]
- Premio Internazionale Vincenzo Torriani nel 2018[252]
- Inserito nella Top 25 della Cycling Hall of Fame[253]